# Ritratto di principessa estense
Ritratto di principessa estense è un dipinto, tempera su tavola (43x30 cm), attribuito a Pisanello, databile tra il 1435 e il 1445 circa e conservato nel Museo del Louvre a Parigi.
Si ritiene che il personaggio raffigurato nel dipinto sia Ginevra d'Este (o della sorella gemella Lucia d'Este) anche se quando il quadro venne catalogato, si era ritenuto in un primo tempo che la persona in questione potesse essere Margherita Gonzaga, moglie di Leonello d'Este, il principe umanista per cui Pisanello fece anche un ritratto e ben cinque medaglie commemorative.

## Storia

### Le prime menzioni e le attribuzioni
L'opera è menzionata la prima volta nel 1860, quando fu acquistata dal diplomatico Felix Bamberg con l'attribuzione a Piero della Francesca. Passò al Louvre nel 1893 e fu assegnata a Pisanello per la prima volta da Adolfo Venturi nel 1889, un'attribuzione poi concordemente accolta dalla critica.

### L'identificazione
Inizialmente l'opera era ritenuta il quadro di fidanzamento della moglie di Lionello, quel ritratto cioè inviato nelle corti per siglare i patti di matrimonio (avvenuto nel 1435), facendo conoscere l'aspetto degli interessati. Nella botanica rappresentata però non è presente alcun simbolo della casata dei Gonzaga (anche se i colori dell'abbigliamento sono quelli dei Gonzaga: bianco, rosso e verde), mentre è raffigurato invece il vaso simbolo della casata d'Este, inoltre la presenza dell'aquilegia (simbolo del matrimonio, dell'amore e soprattutto della morte) fa pensare a una persona deceduta nell'età ritratta, mentre la Gonzaga era vissuta fino a quasi cent'anni di età.
Dopo vari studi si riuscì a capire che molto probabilmente si trattava di Ginevra d'Este, che sposò Sigismondo Malatesta all'età di quattordici anni e che morì a ventuno in seguito ad una forma depressiva che la colpì dopo la morte del figlioletto Roberto Novello avvenuta nel novembre del 1438. Quindi, considerati i presagi di morte ravvisabili nell'opera, si intende come Pisanello volesse far capire che l'opera fu realizzata dopo la morte di Ginevra, avvenuta nel 1440, che coincide con un soggiorno dell'artista a Ferrara.

## Descrizione e stile
La protagonista del dipinto è ritratta di profilo, come nelle medaglie celebrative che si rifacevano alla tradizione imperiale romana, con una figura allungata che richiama la moda dell'epoca, culminate nell'elaborata acconciatura con nastro bianco. Essa è vestita con un tessuto pregiato per l'epoca, di colore rosso e bianco, integrato da un mantello, dove si trova il simbolo della casata degli Este impreziosito da perle e ricami preziosi.

### Specie botaniche
La minuzia nella resa dei dettagli floreali dello sfondo e la serena atmosfera cortese sono elementi tipici dello stile tardogotico, del quale Pisanello fu il più grande maestro del nord-Italia.
Come si è detto, in quest'opera Pisanello annuncia i presagi di morte, riscontrabili in ciò che è rappresentato sullo sfondo. I simboli sono numerosi:
- Farfalla: simbolo dell'anima.
- Siepe di aquilege: simbolo del matrimonio, simbolo di fertilità e di morte.
- Garofano: simbolo di matrimonio, di fertilità e del fidanzamento.
- Vaso biansato con le ancore: si trova effigiato sul mantello di Ginevra ed è un'impresa araldica della famiglia d'Este; la mancanza dell'impresa di una seconda casata dimostra che non si tratta di un'opera di fidanzamento.
- Rametto di ginepro: richiamo al nome Ginevra ed è anche presagio di morte.
- Catenella: simbolo di unione, matrimonio.